# NGC 5561
إن جي سي 5561 (بالألمانية: NGC 5561) التي يرمز لها بالرمز NGC 5561، هي مجرة، في كوكبة الدب الأكبر.

## الاكتشاف
اكتشفت في 11 مايو 1885، بواسطة لويس سويفت.